# Petraschiwka (Tscherniwzi)
Petraschiwka (ukrainisch Петрашівка; russisch Петрашовка Petraschowka, rumänisch Mihoreni) ist ein Dorf im Herza-Gebiet im Süden der ukrainischen Oblast Tscherniwzi mit etwa 2070 Einwohnern (2024).

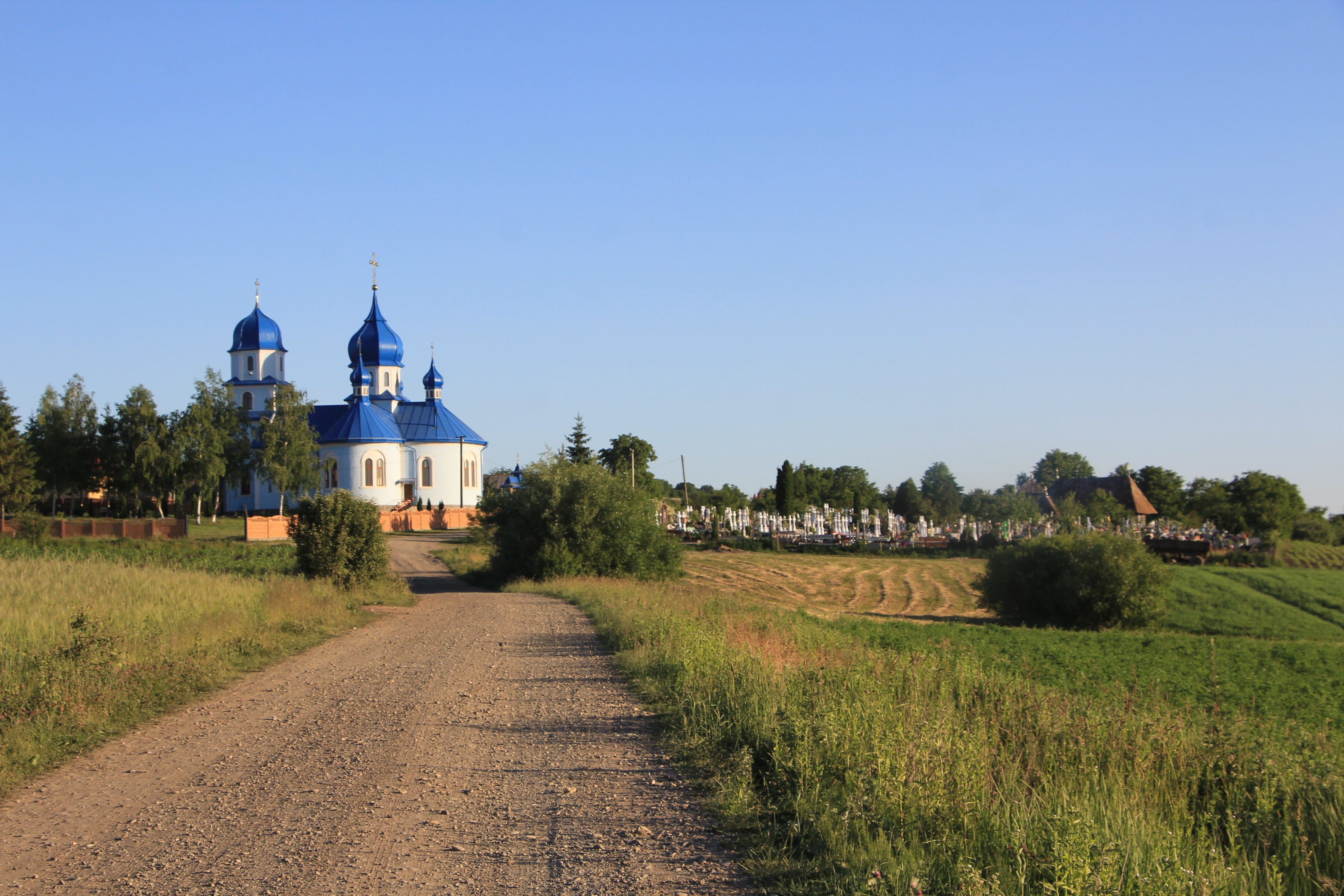
Links die Michalkirche von 1995; mittig der Friedhof und rechts die kleine Holzkirche von 1663

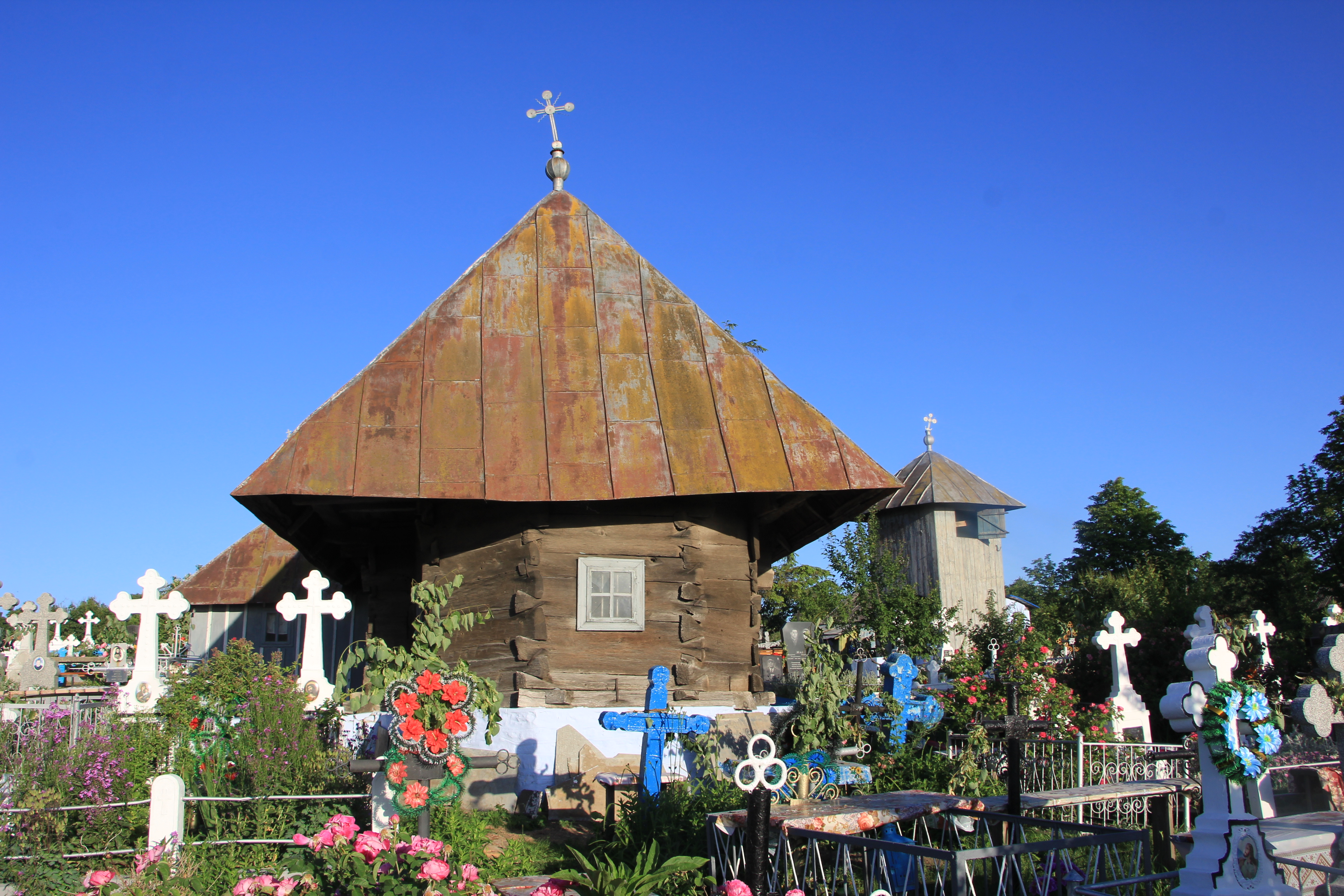
Holzkirche von 1663

## Geschichte
Das erstmals 1460 bzw. 1461 schriftlich erwähnte Dorf gehörte zunächst zum Fürstentum Moldau und wurde Mitte des 19. Jahrhunderts Teil der rumänischen Region Moldau. 1940 kam es an die Ukrainischen SSR innerhalb der Sowjetunion. Zwischen 1941 und 1944 wurde es erneut Rumänien angegliedert, um anschließend bis 1991 abermals an die Ukrainischen SSR zu fallen. Seit dem Zerfall der Sowjetunion 1991 ist das Dorf Bestandteil der unabhängigen Ukraine.
Ab 1940 trug der Ort den ukrainischen Namen Mihoreny (Мігорени), am 7. September 1946 erhielt er dann seinen aktuellen Namen.
Petraschiwka hatte bei der Volkszählung im Jahr 2001 eine Einwohnerzahl von 2008 Bewohnern.
Bis 2011 wuchs die Bevölkerung auf 2268 Menschen, von denen 2240 rumänischer Abstammung waren. Im Juli 2018 unterstützte der Regionalrat der Oblast Tscherniwzi die Umbenennung des Dorfes in seinen historischen Namen Mihoreni.

## Geografie
Die Ortschaft liegt auf einer Höhe von 346 m nahe der Grenze zwischen Rumänien und der Ukraine an der Wasserscheide von Pruth und Sereth. Der höchste Punkt des Dorfes liegt auf 430 m und ist gleichzeitig der höchste Punkt des ehemaligen Rajon Herza. Petraschiwka befindet sich 3 km südlich vom Dorf Bajraky, 15 km südwestlich vom ehemaligen Rajonzentrum Herza und 27 km südöstlich vom Oblastzentrum Czernowitz.
Am 20. November 2017 wurde das Dorf ein Teil neu gegründeten Stadtgemeinde Herza im Rajon Herza, bis dahin bildete es die Landratsgemeinde Petraschiwka (Петрашівська сільська рада/Petraschiwska silska rada) im Südwesten des Rajons.
Seit dem 17. Juli 2020 ist der Ort ein Teil des Rajons Tscherniwzi.